# 인제군의 국회의원
인제군은 수복지구로서, 1956년 5월 15일 제3대 대통령 및 제4대 부통령 선거가 최초의 선거였다. 국회의원 선거는 1958년 5월 2일 제4대 국회의원 선거부터 실시되었다.

## 행정구역 변천
- 1945년 8월 15일 강원도 인제군
- 1945년 9월 16일 인제면 일부·기린면 일부·남면·내면이 홍천군에 편입, 인제군 폐지, 내면을 제외한 지역은 신남면으로 개칭
- 1954년 11월 17일 양구군 해안면을 편입하고, 홍천군 신남면을 환원하여 강원도 인제군으로 수복지구 재편 다만 내면은 환원되지 않다.
- 1963년 1월 1일 해안면을 서화면에 병합
- 1973년 7월 1일 서화면 일부(구.해안면)가 양구군 동면에 환원
- 1983년 2월 15일 기린면이 상남면으로 분면

## 인제군의 역대 국회의원 일람
| 대수         | 이름           | 소속정당     | 임기                               | 선거구역                                | 개표결과 |
| ------------ | -------------- | ------------ | ---------------------------------- | --------------------------------------- | -------- |
| 제4대        | 나상근(羅相謹) | 자유당       | 당선 무효                          | 인제군 일원(제15선거구)                 | 보기     |
| 제4대        | 전형산(全亨山) | 자유당       | 1959년 6월 6일 - 1960년 7월 28일   | 인제군 일원(제15선거구)                 | 보기     |
| 제5대 민의원 | 전형산(全亨山) | 자유당       | 1960년 7월 29일 - 1961년 3월 8일   | 인제군 일원(제15선거구)                 | 보기     |
| 제5대 민의원 | 김대중(金大中) | 민주당       | 1961년 5월 14일 - 1961년 5월 16일  | 인제군 일원(제15선거구)                 | 보기     |
| 제6대        | 이승춘(李承春) | 민주공화당   | 1963년 12월 17일 - 1967년 6월 30일 | 홍천군·인제군 일원(제4선거구)           | 보기     |
| 제7대        | 이승춘(李承春) | 민주공화당   | 1967년 7월 1일 - 1971년 6월 30일   | 홍천군·인제군 일원(제4선거구)           | 보기     |
| 제8대        | 이교선(李敎善) | 민주공화당   | 1971년 7월 1일 - 1972년 10월 17일  | 홍천군·인제군 일원(제4선거구)           | 보기     |
| 제9대        | 정일권(丁一權) | 민주공화당   | 1973년 3월 12일 - 1979년 3월 11일  | 속초시·양양군·인제군·고성군 일원        | 보기     |
| 제9대        | 김인기(金寅起) | 무소속       | 1973년 3월 12일 - 1978년 7월 19일  | 속초시·양양군·인제군·고성군 일원        | 보기     |
| 제10대       | 정일권(丁一權) | 민주공화당   | 1979년 3월 12일 - 1980년 10월 27일 | 속초시·양양군·인제군·고성군 일원        | 보기     |
| 제10대       | 함종빈(咸鍾빈) | 무소속       | 1979년 3월 12일 - 1980년 10월 27일 | 속초시·양양군·인제군·고성군 일원        | 보기     |
| 제11대       | 정재철(鄭在哲) | 민주정의당   | 1981년 4월 11일 - 1985년 4월 10일  | 속초시·양구군·인제군·고성군 일원        | 보기     |
| 제11대       | 허경구(許景九) | 민주한국당   | 1981년 4월 11일 - 1985년 4월 10일  | 속초시·양구군·인제군·고성군 일원        | 보기     |
| 제12대       | 정재철(鄭在哲) | 민주정의당   | 1985년 4월 11일 - 1988년 5월 29일  | 속초시·양구군·인제군·고성군 일원        | 보기     |
| 제12대       | 허경구(許景九) | 민주한국당   | 1985년 4월 11일 - 1988년 5월 29일  | 속초시·양구군·인제군·고성군 일원        | 보기     |
| 제13대       | 이민섭(李敏燮) | 민주정의당   | 1988년 5월 30일 - 1992년 5월 29일  | 춘성군·양구군·인제군 일원               | 보기     |
| 제14대       | 이민섭(李敏燮) | 민주자유당   | 1992년 5월 30일 - 1996년 5월 29일  | 춘천군·양구군·인제군 일원               | 보기     |
| 제15대       | 송훈석(宋勳錫) | 신한국당     | 1996년 5월 30일 - 2000년 5월 29일  | 속초시·양양군·고성군·인제군 일원        | 보기     |
| 제16대       | 송훈석(宋勳錫) | 새천년민주당 | 2000년 5월 30일 - 2004년 5월 29일  | 속초시·양양군·고성군·인제군 일원        | 보기     |
| 제17대       | 박세환(朴世煥) | 한나라당     | 2004년 5월 30일 - 2008년 5월 29일  | 철원군·화천군·양구군·인제군 일원        | 보기     |
| 제18대       | 이용삼(李龍三) | 통합민주당   | 2008년 5월 30일 - 2010년 1월 20일  | 철원군·화천군·양구군·인제군 일원        | 보기     |
| 제18대       | 한기호(韓起鎬) | 한나라당     | 2010년 7월 29일 - 2012년 5월 29일  | 철원군·화천군·양구군·인제군 일원        | 보기     |
| 제19대       | 한기호(韓起鎬) | 새누리당     | 2012년 5월 30일 - 2016년 5월 29일  | 철원군·화천군·양구군·인제군 일원        | 보기     |
| 제20대       | 황영철(黃永哲) | 새누리당     | 2016년 5월 30일 - 2019년 10월 31일 | 홍천군·철원군·화천군·양구군·인제군 일원 | 보기     |
| 제21대       | 이양수(李亮壽) | 미래통합당   | 2020년 5월 30일 -                  | 속초시·인제군·고성군·양양군 일원        | 보기     |
| 제22대       | 이양수(李亮壽) | 국민의힘     | 2024년 5월 30일 -                  | 속초시·인제군·고성군·양양군 일원        | 보기     |

## 같이 보기
- 속초시의 국회의원
- 강원 고성군의 국회의원
- 양양군의 국회의원
- 철원군의 국회의원
- 화천군의 국회의원
- 양구군의 국회의원
- 홍천군의 국회의원
- 철원군·화천군·양구군·인제군
- 홍천군·철원군·화천군·양구군·인제군
- 속초시·인제군·고성군·양양군